# Biotipologia
La biotipologia è una branca della biologia che si occupa della classificazione e dello studio dei tipi di costituzione ed esamina i rapporti esistenti tra caratteristiche morfologiche e funzionali e stati patologici a cui i diversi tipi costituzionali sono predisposti. Esistono diverse scuole di classificazione, ma tutte riconoscibili sotto l'aggettivo di biotipi, biotipi costituzionali, morfotipi, o somatotipi.

## Alcune scuole
- Biotipi di Vague
- Biotipi di Sheldon
- Biotipi di Viola
- Biotipi di Pende
- Biotipi di Sigaud
- Biotipi di Kretschmer
- Biotipi di Martiny
- Biotipi di De Giovanni
- Biotipi di Bryant
- Biotipi di Bichat
- Biotipi di Barke
- Biotipi di Rostan